# Gravitino

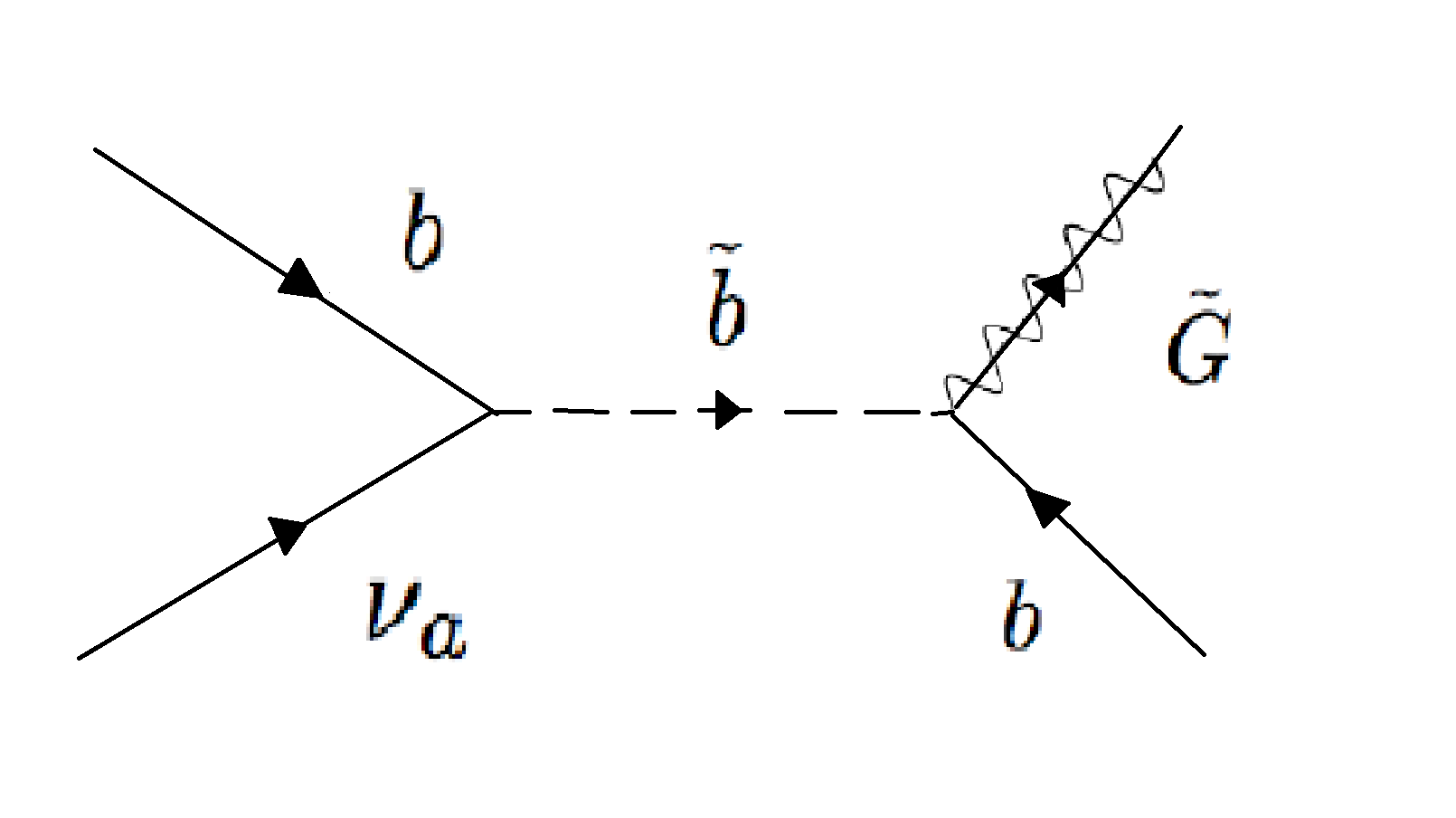
Gravitino

Trong thuyết siêu hấp dẫn (thuyết kết hợp thuyết tương đối và siêu đối xứng), gravitino (G͂) là một fermion siêu đối xứng của hạt giả thuyết graviton. Nó được đề nghị là một ứng viên cho vật chất tối.
Nếu gravitino tồn tại, nó là một fermion có spin 3/2 và do đó nếu tuân theo phương trình Rarita-Schwinger, hàm số sóng gravitino viết như: ψμα với μ = 0, 1, 2, 3 và α = 1, 2. Nếu μ = 0, ta sẽ nhận được chế độ tiêu chuẩn của khối lượng các hạt có spin 1 hoặc cao hơn.
Gravitino là fermion lượng tử của thuyết siêu hấp dẫn, tương tự như photon là lượng tử của điện từ, và graviton là lượng tử của tương tác hấp dẫn. Bất cứ khi nào tính siêu đối xứng bị phá vỡ trong thuyết siêu hấp dẫn, nó có khối lượng được xác định bởi phạm vi mà siêu đối xứng bị phá vỡ. Điều này nói lên sự khác nhau giữa mô hình khác nhau của siêu đối xứng phá vỡ, nhưng nếu tính siêu đối xứng là để giải quyết các hệ thống cấp bậc vấn đề của Mô hình chuẩn, khối lượng của các gravitino không được lớn hơn khoảng 1 TeV/c2.

## Gravitino và các vấn đề trongvũ trụ học
Nếu gravitino thực sự có khối lượng, nó tạo ra một vấn đề trong vũ trụ học.
Một giải pháp là gravitino ổn định. Đây sẽ là trường hợp nếu gravitino là hạt nhẹ siêu đối xứng và R - tương đương được ổn định. Trong trường hợp này các gravitino là một bằng chứng cho vật chất tối, như vậy gravitino sẽ được tạo ra trong vũ trụ. Họ có thể tính toán mật độ của gravitino trong vũ trụ và nó có thể quan trọng hơn nhiều so với những nghiên cứu về vật chất tối.
Giải pháp khác là các gravitino không ổn định. Vì vậy, các gravitino sẽ phân rã và không đóng góp vào nghiên cứu vật chất tối. Tuy nhiên, nếu chúng phân rã chỉ thông qua tương tác hấp dẫn thì sẽ rất dài, theo công thức Mpl2 ∕ m3 với:
- Mpl là khối lượng Planck
- m là khối lượng của một gravitino.

Một thể phân rã phải bao gồm cả một photon, một lepton điện tích hoặc một meson, đó sẽ là đủ năng lượng để phá hủy một hạt nhân. Trong thực tế, trường hợp như vậy vũ trụ sẽ tự tạo hydro, và việc hình thành sao có lẽ là không thể.
Và giải pháp tốt nhất cho các vấn đề vũ trụ gravitino là mô hình tiêu chuẩn siêu đối xứng, nơi gravitino có khối lượng cao hơn rất nhiều so với những mô hình khác, các hạt fermion khác đã xuất hiện ở mô hình này.
Một giải pháp khác là R-tương đương vi phạm các nguyên tắc và gravitino là hạt nhẹ siêu đối xứng. Điều này làm cho hầu như tất cả các hạt siêu đối xứng của vũ trụ vào trong Mô hình chuẩn.